# Артель старателей «Чукотка»
Артель старателей «Чукотка» — золотодобывающее предприятие, находящееся на Крайнем Севере, на территории Чаунского района Чукотского автономного округа. Это старейшая и крупнейшая старательская артель на Чукотке.

## История
Образована в 1965 году при прииске Комсомольском объединения «Северовостокзолото». В 1976 году в её состав вошли ещё шесть артелей.
Почти со дня основания и до 2009 года предприятием бессменно руководил член совета Союза старателей России Л. И. Милинский.
За всё время существования артели было добыто свыше 30 тонн драгметалла.

## Производственная деятельность
Предприятие разрабатывает россыпные и коренные месторождения в четырёх районах округа. Производственная база находится в посёлке Комсомольский. Добыча ведётся открытым способом, практикуется вахтовый метод работы.
Кроме непосредственно золотодобычи предприятие осуществляет дорожно-мостовое строительство, а также строительство и реконструкцию объектов энергетической инфраструктуры на всей территории округа. Силами артели к настоящему времени проложено более 1000 км автодорог и более 500 км ЛЭП.
С 1999 года артель разрабатывала коренное золото-серебряное месторождение «Валунистое», где была построена обогатительная фабрика мощностью 220 тыс.т руды, однако, в 2011 году, в результате рейдерского захвата, участок перешёл под контроль горной компании, принадлежащей Роману Абрамовичу.

## Инфраструктура
У предприятия имеются современный жилищный комплекс, подсобное хозяйство, включающее молочная ферму, свинарник на 500 голов, теплицы общей площадью 2000 га.
Действует представительство в Москве.